# Dom pod lwami w Montbrison
Dom pod lwami w Montbrison – wzniesiony w XVI wieku. Od 2012 roku posiada status monument historique, w kategorii classé (zabytek o znaczeniu krajowym).

## Lokalizacja
Kamienica zlokalizowana jest przy 25 rue Martin-Bernard w miejscowości Montbrison, w departamencie Loara, w regionie Owernia-Rodan-Alpy.

## Historia
Kamienica została zbudowana jako rezydencja rodziny Henrys. Składała się z dwóch budynków, jednego zwróconego w stronę rue Martin-Bernard, a drugiego przy rue des Legouvé. Oba budynki połączono trzecim, zbudowanym z muru pruskiego, posiadającym galerię z kolumnadą. Rodzina Henrys należała do dużej rodziny okręgu Forez, byli potomkami notariuszy (Saint-Galmier, Néronde), oficerów (kapitanami) kasztelanów baronii Ecotay, i sędziami w okręgu Forez.
Fasada kamienicy przy rue Martin-Bernard, została zbudowana na początku XVII wieku przez Piotra Henrysa (prawnik królewski sądu apelacyjnego w Montbrison).

## Opis
Budynek dwupiętrowy. Parter od pierwszego poziomu oddziela gzyms przedstawiający cztery głowy lwów. Okna pierwszego piętra są wielodzielne, zwieńczone dwoma trójkątnymi tympanonami, a dwa krzywoliniowymi tympanonami. Drugie piętro posiada cztery prostokątne, podwójne okna rozdzielone słupkiem. Na fasadzie widnieje herb rodziny Henrys
Wewnątrz sklepienia i łukowe przęsła częściowo pochodzą z XVI wieku, posiadają również elementy modernistyczne oraz liczne XIX-wieczne. W sali reprezentacyjnej na pierwszym piętrze zachowały się ślady dekoracji malarskiej na ścianach, a przede wszystkim niezwykły kasetonowy strop. Malowidła sufitowe przedstawiają różne gatunki kwiatów.